# Thông thiên học

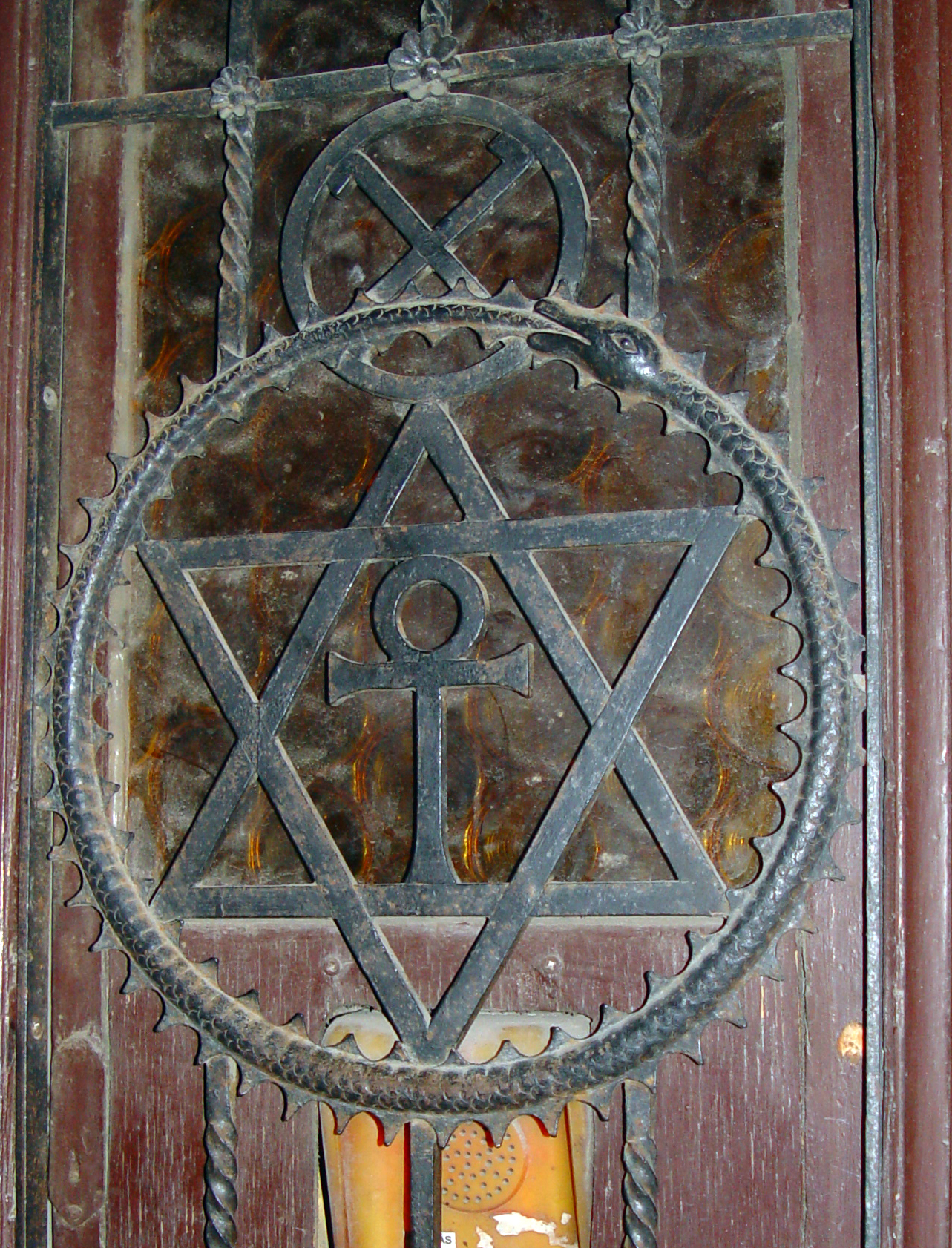
Biểu tượng của Thông Thiên học

Thông thiên học (Theosophy) là một hội nhóm tôn giáo-tâm linh được thành lập ở Hoa Kỳ vào cuối thế kỷ XIX. Trường phái tâm linh tôn giáo mới này được thành lập chủ yếu do công của bà Helena Blavatsky vốn là một người Nga và hình thành do sự đúc rút từ những lời dạy chủ yếu từ các tác phẩm của bà Blavatsky (phát âm tiếng Việt như là: Bờ-Lơ-vát-x-ky). Tuy vậy, người sáng lập Thông Thiên học Helena Blavatsky thì lại nhấn mạnh rằng nó không phải là một tôn giáo, dù rằng bà Blavatsky gọi nó là sự truyền bá hiện đại của "tôn giáo phổ quát một thời" mà bà cho rằng đã tồn tại từ sâu thẳm trong quá khứ của con người.
Thông thiên học được các học giả về tôn giáo phân loại vừa là một phong trào tôn giáo mới vừa là một phần của dòng huyền bí (Huyền môn) của Thuyết bí truyền phương Tây, thuyết huyền linh này dựa trên cả các triết lý châu Âu lâu đời hơn như Chủ nghĩa Tân Platon và các tôn giáo châu Á như Ấn Độ giáo và Phật giáo. Các học giả về tôn giáo lão làng là những người từng nghiên cứu Thông thiên học đã mô tả nó như một tôn giáo dù rằng nó có học thuyết nhưng không trình bày điều này như giáo điều mà diễn đạt theo lối kể chuyện. Tập tác phẩm hệ thống lại các tín điều này là cuốn sách có tựa đề "Những giai thoại huyền bí" của tác giả người Mỹ Henry Steel Olcott.

## Đại cương

Các vị Chân sư của Thông Thiên học

Như Blavatsky đã trình bày, Thông Thiên Học dạy rằng có một tình huynh đệ cổ xưa và bí mật của các bậc cao đồ tâm linh được gọi là Chân sư, những người mặc dù được tìm thấy trên khắp thế giới nhưng họ là những cao nhân thần bí cư ngụ ở Tây Tạng ở dãy Hy Mã Lạp Sơn. Blavatsky cho rằng những Chân sư này đã trau dồi trí tuệ vĩ đại và sức mạnh siêu nhiên, và các Nhà Thông thiên học tin rằng chính họ là người đã khởi xướng phong trào Thông thiên học hiện đại thông qua việc phổ biến giáo lý của họ qua Blavatsky. Họ tin rằng những Chân sư này đang cố gắng làm sống lại kiến thức về một tôn giáo cổ xưa từng được tìm thấy trên khắp thế giới và tôn giáo này sẽ lại làm lu mờ các tôn giáo hiện có trên thế giới. Tuy nhiên, các nhóm Thông Thiên Học không gọi hệ thống của họ là một "tôn giáo". Thông Thiên Học thuyết giảng về sự tồn tại của một Đấng Tuyệt đối thiêng liêng duy nhất. Chính nó thúc đẩy một vũ trụ học ánh xạ trong đó vũ trụ được coi là sự phản chiếu ra bên ngoài từ cái Tuyệt đối này.
Tổ chức huyền linh Hội Thông thiên học dạy rằng mục đích của cuộc sống con người là sự giải phóng tâm linh và nói rằng linh hồn con người trải qua sự tái sinh sau khi chết thể xác theo một quá trình của nghiệp. Nó thúc đẩy các giá trị phổ quát của tình anh, tình huynh đệ và cải thiện xã hội, mặc dù nó không quy định các quy tắc đạo đức cụ thể. Thông Thiên Học đã đóng một vai trò quan trọng trong việc mang kiến thức về các tôn giáo Nam Á đến các nước phương Tây, cũng như khuyến khích niềm tự hào về văn hóa ở các quốc gia Nam Á khác nhau. Nhiều nghệ sĩ và nhà văn nổi tiếng cũng đã bị ảnh hưởng từ các giáo lý Thông Thiên Học. Các ý tưởng Thông thiên học cũng đã gây ảnh hưởng đến một loạt các phong trào và triết học bí truyền khác, trong số đó có Anthroposophy, Church Universal and Triumphant, và New Age. Dù vậy, nhiều quan điểm cho rằng Thông Thiên Học đó không nên được coi là một tôn giáo là một niềm tin đã được duy trì, những người thay vào đó coi nó như một hệ thống bao hàm những gì họ coi là "sự thật thiết yếu" làm nền tảng cho tôn giáo, triết học và khoa học, các nhóm Thông Thiên Học cho phép các thành viên theo các tôn giáo khác, dẫn đến các nhà Thông thiên học cũng xác định là Cơ đốc nhân, Phật tử hoặc Ấn giáo.

## Chú thích

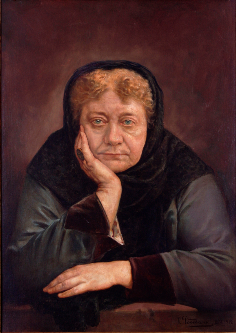
Họa phẩm về Helena Blavatsky